# Virginie Sainsily
 (juillet 2018).
Virginie Sainsily, née le 31 décembre 1988 à Pointe-à-Pitre en Guadeloupe, est une journaliste, reporter, présentatrice française de télévision.

## Biographie
Virginie Sainsily quitte son île à l’âge de 18 ans pour suivre des études de droit et sciences politiques à Paris. 
Après l'obtention de sa licence avec mention, elle poursuit son cursus à l'école privée de journalisme ISCPA (Institut supérieur de la communication, de la presse et de l'audiovisuel) puis elle complète son parcours par une formation au Centre de formation et de perfectionnement des journalistes (CFPJ) en 2014.
Passionnée par l'actualité internationale, elle commence sa carrière de journaliste en 2010, en tant que chroniqueuse sur Guysen TV (devenue i24 News) en Israël.
Elle effectuera également un stage à Bangkok pour le site web thaïlande.fr, où elle rédigera des articles sur l’actualité de l’Asie du sud-est. 
Aux Antilles, elle rejoint la rédaction de Guadeloupe La Première, chaîne de télévision généraliste publique de proximité de France Télévisions, où elle présente des chroniques culture et sport quelques mois. De retour à Paris elle travaille comme rédactrice pour Le Grand Journal de Canal+, puis pour C à vous sur France 5.
En septembre 2014, elle rejoint BFM TV comme reporter sur le terrain. Elle y couvre des événements majeurs tels que l'attentat contre Charlie Hebdo, les attentats du 13 novembre 2015 en France, l'attentat du 14 juillet 2016 à Nice, l'attentat du 22 mai 2017 à Manchester et l'attentat du 3 juin 2017 à Londres, ainsi que le crash du Vol 9525 Germanwings. Elle est la première journaliste à accéder au lieu du drame après une heure et demie de marche en haute montagne, et ses images sont vendues à de nombreuses rédactions à l’international,.
En juillet 2017, elle devient présentatrice remplaçante sur BFM TV.
En août 2018, elle remplace Céline Moncel et devient présentatrice titulaire de la pré-matinale de BFM TV Première édition (4 h 30 - 6 h) aux côtés de Dominique Mari,,,,.
En septembre 2019, elle quitte BFM TV pour Canal+.
En septembre 2020, elle rejoint la chaîne L'Équipe pour y incarner un journal sportif dans l'émission d'Olivier Ménard, L'Équipe du soir, à 19 h 45 et 22 h 45 en alternance avec France Pierron une semaine sur deux.
En août 2021, elle rejoint Prime Video et la nouvelle chaîne d'Amazon pour la Ligue 1.
En octobre 2024, elle passe chez DAZN, nouveau co-diffuseur de la Ligue 1, et y présente l'émission "Mag Live"